# Quasi-Zenith

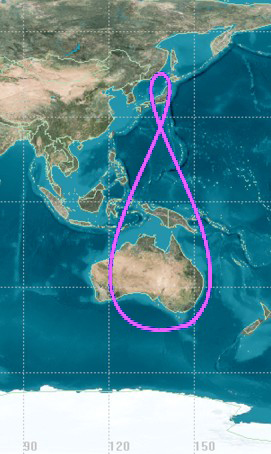
Proyección sobre tierra de la órbita del sistema QZSS

El Sistema por Satélite Cuasicenital (del japonés 準天頂衛星システム, transliterado al inglés como Quasi-Zenith Satellite System, sigla QZSS, y acortado como Quasi-Zenith, llamado popularmente en japonés みちびき, 'Michibiki'), es un sistema de corrección de señales de navegación global por satélite o SBAS, propuesto para uso complementario del GPS estadounidense en Japón.
Su nombre proviene del hecho de que la mayor parte del tiempo, al menos un satélite del sistema se posicionará en torno al cenit.

## Historia
En 2002 el gobierno japonés, autorizó el trabajo en el concepto de Sistema por Satélite Cuasicenital al equipo de empresas ASBC (Advanced Space Business Corporation). Este equipo estaba formado por Mitsubishi Electric Corp., Hitachi Ltd. y GNSS Technologies Inc.
La revisión de la interfaz y el comienzo de la fabricación de la carga útil se produjo en junio de 2007.

## Descripción técnica
Consistiría en tres satélites situados en órbita muy elíptica. Tendrían una elevación mayor de 70° durante la mayor parte del día, y de 60° durante todo el día. También está previsto que sea compatible con Galileo además de con GPS.
En el segmento de tierra, están previstas 9 estaciones de seguimiento.

## Agenda prevista
Los satélites se denominan QZS-1, QZS-2 y QZS-3.
El desarrollo de QZS-1 comenzó, oficialmente, en noviembre de 2006.
La carga útil comenzó a fabricarse en junio de 2007.
La revisión preliminar del diseño (PDR) se completó en agosto de 2007.
El QSZ-1 fue lanzado en 2009.
QSZ-2, QSZ-3 y QSZ-4 fueron lanzados en 2017.

## Aplicaciones
Está pensado para proporcionar un sistema de posicionamiento preciso y comunicaciones multimedia a dispositivos móviles. 
Aumentará tanto la precisión en el posicionamiento de GPS, como su disponibilidad y fiabilidad.